# Within the Realm of a Dying Sun
Within the Realm of a Dying Sun je třetí studiové album hudební skupiny Dead Can Dance vydané v roce 1987. Na obalu alba je použita fotografie hrobu politika Françoise-Vincenta Raspaila na pařížském hřbitově Père-Lachaise.
Zpěv Lisy Gerrard určuje charakter druhé poloviny alba, kde její styl často dosahuje až arabských tklivých svrchních tónů. Příkladem může být skladba Cantara. Tyto prvky postupně sílí během alba a vytvářejí kontrast k první zasněné polovině alba.

## Skladby
1. Anywhere Out of the World – 5:08
2. Windfall – 3:30
3. In the Wake of Adversity – 4:14
4. Xavier – 6:16
5. Dawn of the Iconoclast – 2:06
6. Cantara – 5:58
7. Summoning of the Muse – 4:55
8. Persephone (the Gathering of Flowers) – 6:36